# Nicolas De Kerpel
Nicolas De Kerpel (* 23. März 1993 in Antwerpen) ist ein belgischer Hockeyspieler. 2018 wurde er Weltmeister, 2019 Europameister und 2021 Olympiasieger.

## Sportliche Karriere
Bei den Olympischen Jugendspielen 2010 in Singapur belegte De Kerpel mit der belgischen Mannschaft den dritten Platz. 2014 wurden die Belgier Vierte bei den Junioreneuropameisterschaften.
2017 debütierte er in der Nationalmannschaft. Die Weltmeisterschaft 2018 wurde im indischen Bhubaneswar ausgetragen. Die Belgier belegten in ihrer Vorrundengruppe den zweiten Platz hinter der indischen Mannschaft. Mit Siegen über die pakistanische Mannschaft und über die deutsche Mannschaft erreichten die Belgier das Halbfinale und gewannen dort mit 6:0 gegen die Engländer. Im Finale siegten die Belgier mit 3:2 im Shootout gegen die Niederländer und gewannen erstmals den Weltmeistertitel. 2019 bei der Europameisterschaft in Antwerpen gewannen die Belgier erstmals den Europameistertitel, wobei sie im Finale die Spanier mit 5:0 bezwangen. Bei der Europameisterschaft 2021 gewannen die Belgier die Bronzemedaille. Zwei Monate später gewannen die Belgier bei den Olympischen Spielen in Tokio das Finale gegen die Australier im Penaltyschießen.
Bei der Weltmeisterschaft 2023 in Bhubaneswar erreichten die Belgier erneut das Finale, diesmal unterlagen sie der deutschen Mannschaft im Penaltyschießen. Bei den Olympischen Spielen 2024 in Paris gewannen die Belgier ihre Vorrundengruppe, schieden aber im Viertelfinale gegen die Spanier aus. De Kerpel war in fünf von sechs Spielen dabei.
Nicolas De Kerpel bestritt bis August 2024 129 Länderspiele für Belgien. Der Allrounder spielt für den Koninklijke Herakles Hockey Club in Lier.